# Lori Fung
Lori Fung, CM, OBC (* 21. Februar 1963 in Vancouver) ist eine ehemalige kanadische Turnerin. Sie war 1984 die erste Olympiasiegerin in der Rhythmischen Sportgymnastik.
Lori Fung, Tochter eines Chinesen und einer Kanadierin, begann 1976 bei der gebürtigen Bulgarin Liliana Dimitrowa mit dem Training. Nachdem Lori Fung bei der Weltmeisterschaft 1983 Platz 23 belegt hatte, rechnete auch nach dem Olympiaboykott des Ostblocks mit den sowjetischen und bulgarischen Gymnastinnen niemand mit Lori Fung. Aber in der Entscheidung bei den Olympischen Spielen 1984 in Los Angeles gewann sie vor der Rumänin Doina Stăiculescu und der Deutschen Regina Weber.
Lori Fung konnte nie wieder an diesen großen Erfolg anknüpfen. Sie beendete ihre aktive Karriere kurz vor den Olympischen Spielen 1988. Als Trainerin der jeweiligen Nationalteams war sie in Kanada, den Vereinigten Staaten und in Mexiko aktiv. Anschließend ist sie wieder in ihrer Heimat British Columbia tätig als Sportdirektorin und Trainerin der Club Elite Rhythmic Gymnastics.
Lori Fung ist mit Dean Methorst verheiratet und hat zwei Söhne. In dem Film Catwoman war sie als Ballerina zu sehen. Fung ist seit 1985 Mitglied im Order of Canada und seit 1990 im Order of British Columbia. 2004 wurde sie in die Ruhmeshalle des kanadischen Sports aufgenommen.